# Catopuma
A Catopuma az emlősök (Mammalia) osztályának, a ragadozók (Carnivora) rendjének, a macskaalkatúak (Feliformia) alrendjének és a macskafélék (Felidae) családjának egyik neme. Két közepes termetű, kizárólag Délkelet-Ázsiában, Dél-Kínában és Északkelet-Indiában honos faj tartozik ide.

## Megjelenésük
A kifejlett borneói vörösmacskák (C. badia) hossza fejtől törzsig 53-67 centiméter, farkuk 32-39 centiméteres; ezzel ez a 4-5 kg-os faj körülbelül akkora, mint egy nagyobb házimacska. Az ázsiai arany- vagy Temminck-macskák (C. temmincki) lényegesen nagyobbak, fej-törzs hosszuk 66-105 centiméter, farkuk 42-57 centiméter, súlyuk legfeljebb 16 kg. Szőrzetük a vörösesbarnától az okkersárgán át a szürkésig változhat, hasoldaluk mindig világosabb. A legtöbb macskafélével ellentétben bundájuk kevésbé mintázott: csak fejük tetején, pofájukon találhatók sötét-fehér csíkok. Füleik rövidek és lekerekítettek.

## Elterjedésük, élőhelyük
Az ázsiai aranymacska Délkelet-Ázsiában fordul elő. Míg ez a faj nagyobb területen él, így Dél-Kínától Szumátráig, a borneói vörösmacska kizárólag Borneón él. Mindkét faj főleg erdőlakó, babérlombú, monszun- és trópusi esőerdőkben, illetve szárazabb erdőkben él.

## Életmódjuk
A Catopuma fajok életmódja kevésbé ismert. Éjszakai és alkonyati életmódúak, és bár elsősorban a földön vadásznak, képesek fára mászni. Főleg kisebb emlősöket és más gerinceseket zsákmányolnak.

## Rendszertani helyzetük
Az ázsiai aranymacskát 1827-ben fedezték fel, és Coenraad Jacob Temminck holland zoológusról nevezték el Temmink-macskának; zavarba ejtően az afrikai aranymacskát (Caracal aurata) ugyanebben az évben írták le. A borneói vörösmacskát először John Edward Gray brit zoológus írta le 1874-ben. Leírásukkor mindhárom fajt az eredetileg összes kismacskát magában foglaló Felis nembe sorolták; a Catopuma nemet 1858-ban vezette be a kismacskaformák sok más új nemével együtt Nyikolaj Alekszejevics Severzow zoológus. Kezdetben azonban a legtöbb szerző ragaszkodott ahhoz, hogy minden kismacskát a Felis nembe soroljanak. Csak a részletesebb rendszertani (kladisztikus) vizsgálatok megjelenésével kerültek a kismacskák különböző csoportjai különböző nemekbe, így az ázsiai aranymacska és a borneói macska a Catopumába.
Nem sokkal az ezredforduló után derítették ki genetikai elemzésekkel, hogy az ázsiai aranymacska és a borneói vörösmacska közeli rokonságban állnak egymással és a márványfoltos macskával (Pardofelis marmorata); ez a csoport mintegy 9,4 millió évvel ezelőtt, a többi macskaféléktől külön fejlődött ki. Ezért a későbbiekben mindhárom fajt a Pardofelis nembe sorolták, amely eredetileg csak a márványfoltos macskát foglalta magában. A kismacskaformákon belül ez a csoport az összes többi nem testvércsoportját képezi. A márványfoltos macska és az ázsiai aranymacska koponyájában csak néhány évvel később fedeztek fel különbséget. Emiatt, illetve a három faj eltérő életmódja miatt (a borneói macska és a Temminck-macska túlnyomórészt talajlakó, de a márványfoltos macska nagyrészt fákon él) a Catopuma nemet újra érvényesítették. Ez az IUCN Cat Specialist Group is elfogadta; mind a "Handbook of the Mammals of the World" szabványos műben, mind az IUCN Vörös Listáján az ázsiai aranymacska és a borneói vörösmacska a Catopuma nembe került, a márványfoltos macska pedig egymaga alkotja a Pardofelis nemet.
Egy másik macskafélét, az afrikai aranymacskát szintén "aranymacskának" neveznek. Ez a faj Nyugat- és Közép-Afrikában fordul elő, és időnként rokonították is vele a jelenlegi Catopuma fajokat Profelis aurata néven, legközelebbi rokona azonban a karakál (Caracal caracal). Emiatt az afrikai aranymacskát jelenleg a Caracal nembe sorolják.

### Fajok
A nembe az alábbi 2 faj tartozik:
- ázsiai aranymacska vagy Temminck-macska (Catopuma temmincki)
- borneói vörösmacska (Catopuma badia)

## Képek

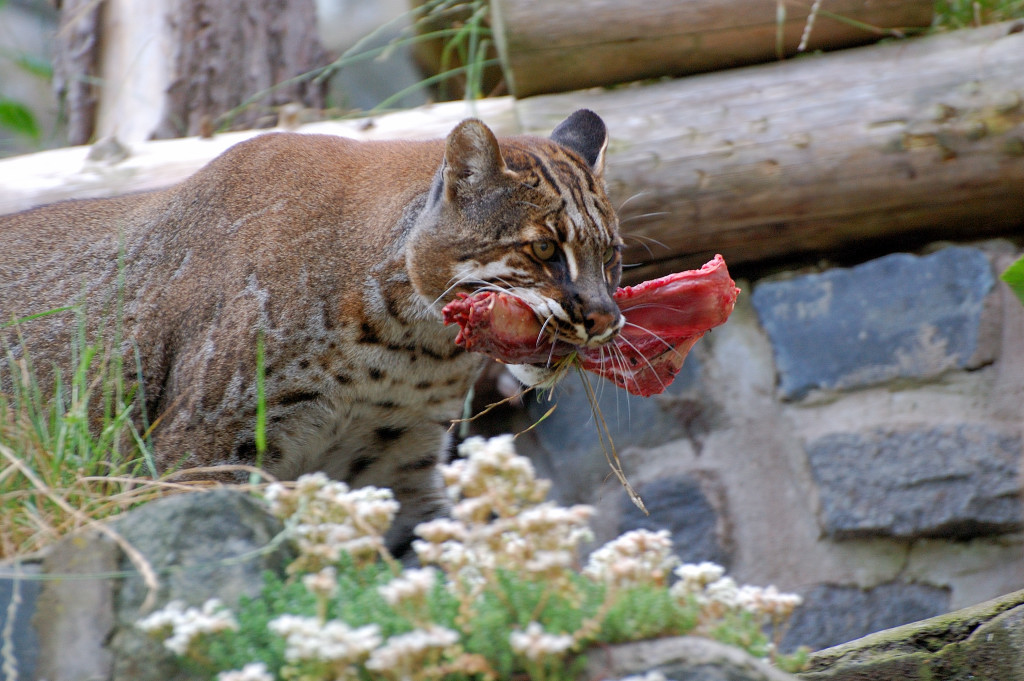
Ázsiai aranymacska (C. temmincki) táplálékkal
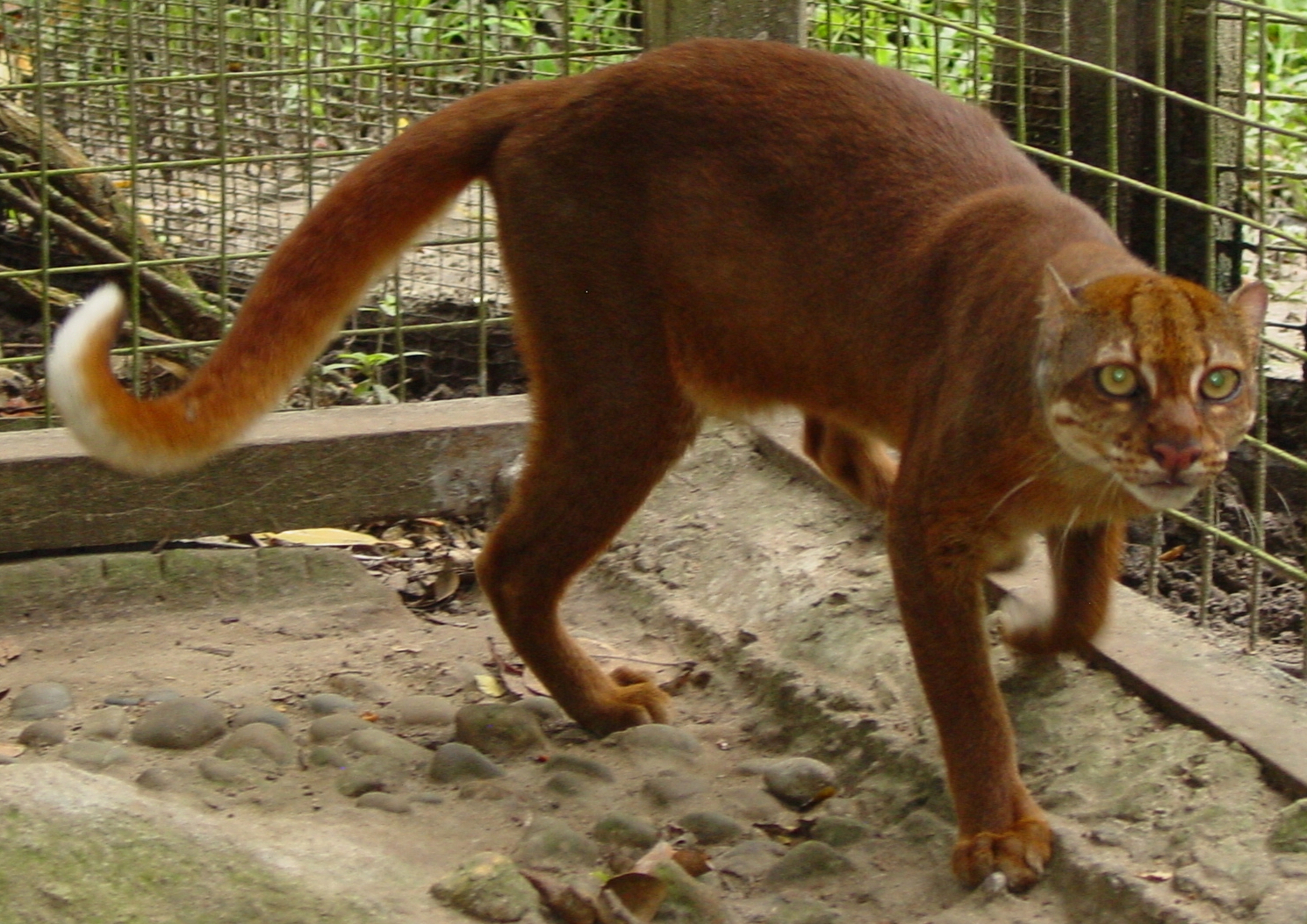
Borneói vörösmacska (C. badia)
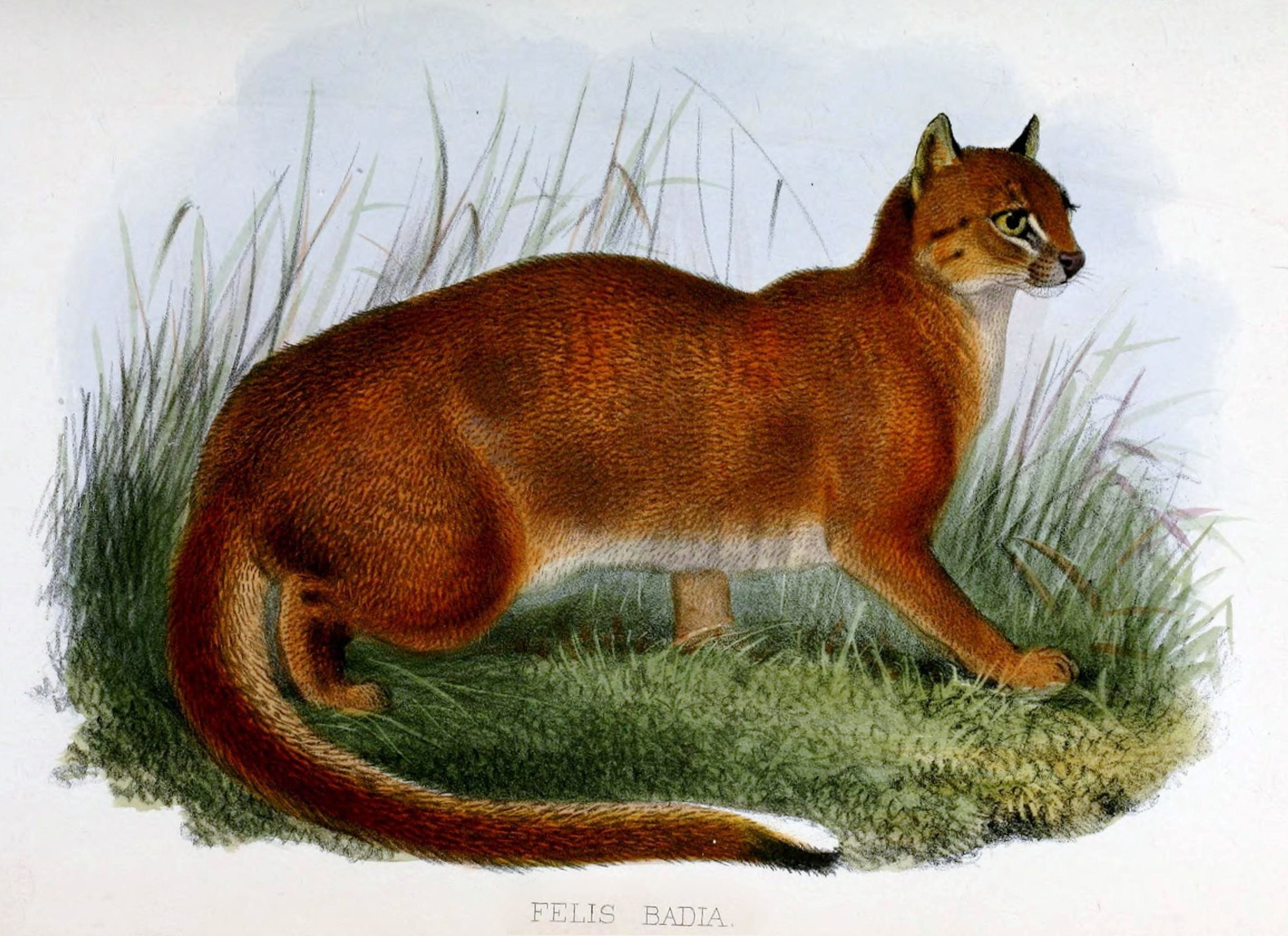
Rajz a borneói vörösmacskáról
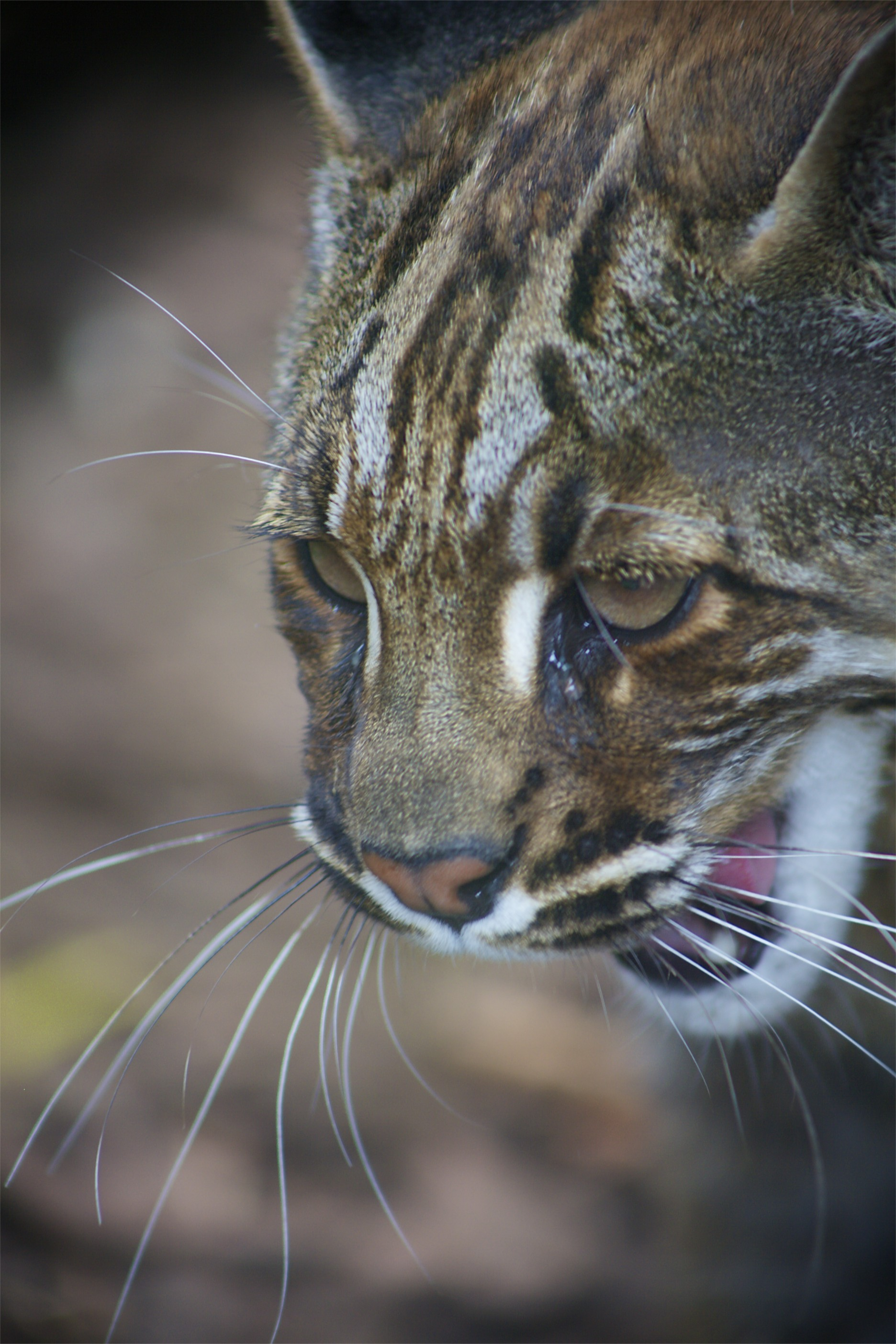
Ázsiai aranymacska feje

## Fordítás
Ez a szócikk részben vagy egészben  az   Asiatische Goldkatzen című német Wikipédia-szócikk ezen változatának fordításán alapul.  Az eredeti cikk szerkesztőit annak laptörténete sorolja fel. Ez a jelzés csupán a megfogalmazás eredetét és a szerzői jogokat jelzi, nem szolgál a cikkben szereplő információk forrásmegjelöléseként.